# John Clarey
John Clarey (Woolwich, 4 de outubro de 1940) é um ex-ciclista britânico, que competiu como profissional entre 1968 e 1970. Ele terminou em último lugar no Tour de France 1968.